# Justus Pankau
Justus Pankau, eigentlich Willy Pankau, (* 27. Dezember 1923 in Westpreußen; † in der Nacht zum 18. November 2017 in Ludwigsburg) war ein deutscher Kameramann.

## Leben
Justus Pankau wurde im Westpreußischen als Sohn eines Schreiners geboren und wuchs ab 1925 in Dortmund auf, wo er in seiner Freizeit Fußball spielte und bei Borussia Dortmund im Tor stand. Bei der Hoesch AG machte er eine Ausbildung zum Mechaniker. Seinen eigentlichen Berufswunsch, Ingenieur zu werden, durchkreuzte die Einberufung zur Wehrmacht im Kriegsjahr 1942. Pankau wurde bei der Luftwaffe als Bordschütze ausgebildet. Eine während eines Fußballspiels erlittene Verletzung, infolge derer ihm eine Niere entfernt werden musste, bewahrte ihn vor einem Fronteinsatz.
Nach dem Krieg arbeitete Pankau zunächst wieder bei Hoesch und spielte weiter Fußball, bis er im September 1948 durch Vermittlung eines Bekannten, der Dokumentarfilme drehte, nach Hamburg kam und dessen Kameraassistent wurde. Ab 1950 begann Pankau für die Neue Deutsche Wochenschau zu arbeiten, 1954 wechselte er zum Süddeutschen Rundfunk nach Stuttgart, für den er bis zu seiner Pensionierung 1989 tätig war. Neben vielen Dokumentarfilmen drehte er eine große Anzahl an Magazinbeiträgen, verschiedene Tatort-Folgen und einzelne Filme. Spektakuläre Aufnahmen gelangen ihm Mitte der 1950er-Jahre, als er den Bau des Stuttgarter Fernsehturms ungesichert auf einem Balken balancierend dokumentierte.
Bekannte Arbeiten Pankaus sind neben anderen die Filme Christiane F. – Wir Kinder vom Bahnhof Zoo, Malatesta, für den er 1970 den Deutschen Filmpreis in Gold erhielt, oder die Tatort-Episode Rot – rot – tot mit Curd Jürgens in einer Hauptrolle. Anfang der 1970er-Jahre verpflichtete Alfred Biolek ihn für eine Reihe von Folgen der Serie Monty Python’s Flying Circus.
Daneben hatte Pankau auch immer wieder Lehrtätigkeiten inne, so an der Deutschen Film- und Fernsehakademie Berlin, an der Hochschule für Fernsehen und Film München und von 1991 bis 1999 als Dozent an der Filmakademie Baden-Württemberg. Pankau starb 93-jährig in der Nacht zum 18. November 2017 in Ludwigsburg. Zu seinem Gedenken stiftet der Lionsclub Ludwigsburg-Monrepos seit 2019 alljährlich den mit 3.000 € dotierten Justus-Pankau-Kamera-Preis für einen herausragenden Absolventen im Studiengang Film&Medien, Fachbereich Kamera der Filmakademie Baden-Württemberg.

## Filmografie (Auswahl)
- 1956: Die Vergessenen
- 1963–1964: Fernfahrer (8 Folgen)
- 1964: Die Borussen kommen
- 1969: Horror
- 1970: Tage der Rache
- 1970: Malatesta
- 1970: Der Übergang über den Ebro
- 1970: Ein Wochenende
- 1971: Sehsack (5 Folgen)
- 1971–1987: Tatort (Fernsehreihe)
  - 1971: Auf offener Straße
  - 1972: Kennwort Fähre
  - 1974: Gefährliche Wanzen
  - 1975: Wodka Bitter-Lemon
  - 1975: Schöne Belinda
  - 1976: Augenzeuge
  - 1977: Himmelblau mit Silberstreifen
  - 1978: Rot – rot – tot
  - 1979: Zweierlei Knoten
  - 1980: Kein Kinderspiel
  - 1982: Blinde Wut
  - 1983: Mord ist kein Geschäft
  - 1984: Verdeckte Ermittlung
  - 1985: Miese Tricks
  - 1986: Einer sah den Mörder
  - 1987: Eine Million Mäuse
- 1972: Monty Pythons Fliegender Zirkus
- 1972: Knast
- 1974: Der Tod des Kleinbürgers
- 1975: Memento Mori
- 1976: Das Land der Blinden oder Von einem der auszog
- 1977: Der Fall Winslow
- 1981: Quartett bei Claudia
- 1981: Christiane F. – Wir Kinder vom Bahnhof Zoo
- 1982: Ein Fall für zwei – Tollwut
- 1986: Das Schweigen des Dichters
- 2002: Das Verlangen

## Auszeichnungen
- 1964: Adolf-Grimme-Preis für Die Borussen kommen
- 1965: Deutscher Kulturfilmpreis für Wagen-rennen
- 1970: Deutscher Filmpreis in Gold für Malatesta
- 2002: Goldener Leopard für Das Verlangen